# Muhuta
Muhuta är en kommun i Burundi. Den ligger i provinsen Rumonge, i den västra delen av landet, 27 km söder om Burundis största stad Bujumbura.